# Eglintoneiland
Eglintoneiland (Engels: Eglinton Island) in de Noordelijke IJszee is een van de Koningin Elizabetheilanden in Canadese Arctische Archipel. Bestuurlijk behoort het tot het territorium Northwest Territories. Het eiland is onbewoond en heeft een oppervlakte van 1.305 km².
Eglintoneiland werd in 1853 ontdekt door de ontdekkingsreizigers Francis Leopold McClintock en George Mecham.
Eglinton kreeg ook bij ufologen bekendheid toen op 17 december 1997 een ufo zou gezien zijn. Acht dagen voordien, op 9 december, was 's nachts aan de westkust van Groenland een lichtuitbarsting 'als een brandende cirkel' gezien. Experten hadden het als een meteoor verklaard, maar de Deense luchtmacht vond geen krater. Meerdere rapporten over landingen volgden in de regio, waarvan die op Jan Meyern eiland en op Eglintoneiland.